# مرکز ملی اطلاعات زیست‌فناوری

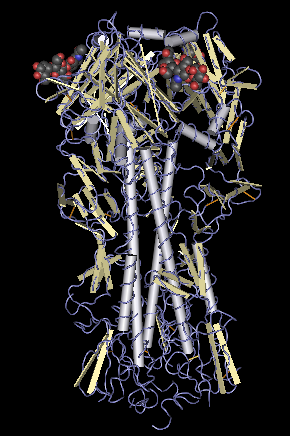
تصویری از مدل ویروس آنفلوانزا، از دیتابیس ان سی بی آی

مرکز ملی اطلاعات زیست‌فناوری (به انگلیسی: National Center for Biotechnology Information) معروف به NCBI یکی از مراکز و شاخه‌های کتابخانه ملی پزشکی ایالات متحده آمریکا است که خود زیرمجموعه موسسه ملی سلامت NIH قرار دارد. مؤسسه ملی سلامت در نهایت زیر مجموعه وزارت بهداشت و خدمات انسانی ایالات متحده آمریکا است. این مرکز در سال ۱۹۸۸ در پی تصویب طرح پیشنهای سناتور کلود پپر در کنگره آمریکا شکل گرفت. مرکز ملی اطلاعات زیست‌فناوری در شهر بتزدا در ایالت مریلند قرار دارد.
در این مرکز ابزار و پایگاه داده‌هایی نظیر آنتره، بلاست، پاب‌مد و ژن‌بانک اداره می‌شود.
از وظایف مرکز ان سی بی آی می‌توان موارد زیر را نام برد:
- ایجاد ساختار برای تحلیل و ذخیره‌سازی داده‌های تحقیقات ژنتیک، بیوشیمی، و زیست‌شناسی مولکولی.
- ترویج و شیوع استفاده از این دیتابیس‌ها در میان جامعه محققان
- هماهنگAS
- BLAST (مخفف Basic Local Alignment Search Tool) یکی از معروف‌ترین ابزارهای بیوانفورماتیکی است که توسط NCBI توسعه داده شده است. این ابزار برای مقایسه توالی‌های زیستی مانند DNA، RNA یا پروتئین استفاده می‌شود و شباهت بین توالی‌ها را جستجو می‌کند.